# Regierungspräsidium Frankfurt (Oder)

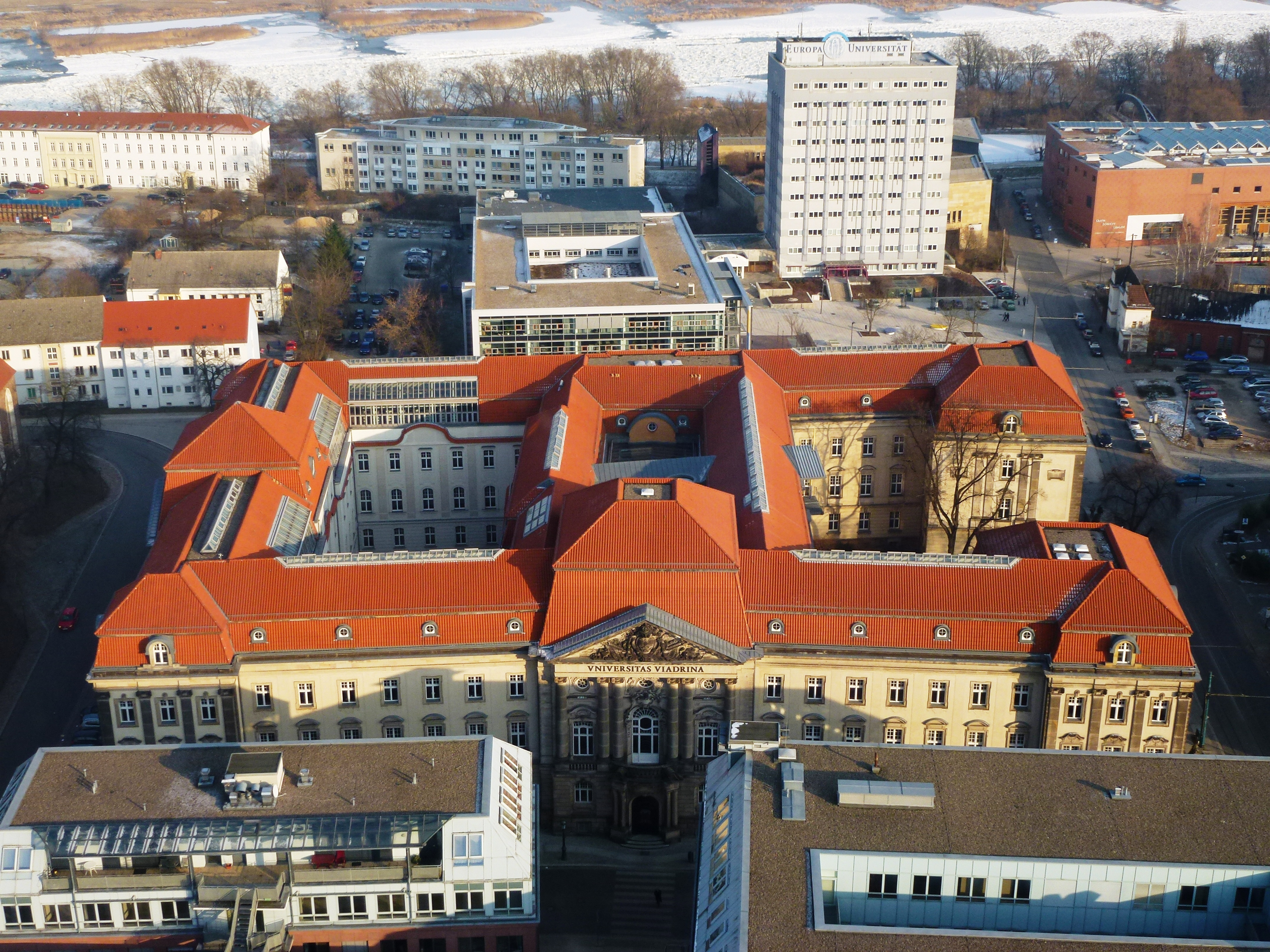
Blick vom Oderturm auf das Hauptgebäude der Europa-Universität Viadrina (rotes Dach) 2012

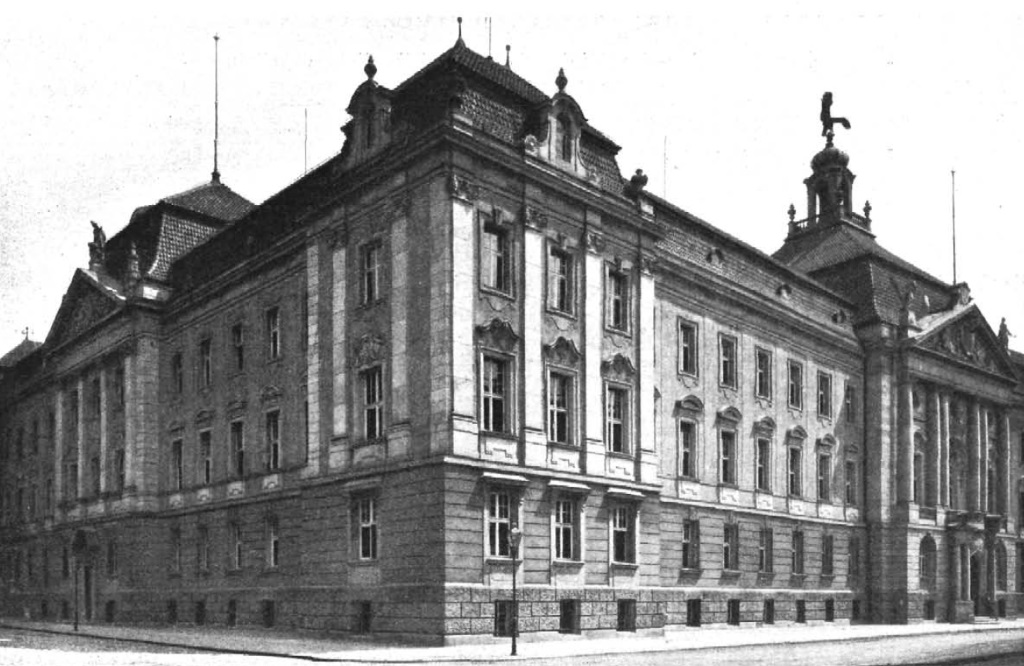
Blick von Nordwesten 1906

Blick von Südwesten 1901. Links sind Bauarbeiten erkennbar. Rechts steht die Kaserne des Leib-Grenadier-Regiments Nr. 8.

Das Regierungspräsidium ist ein Gebäude im Stadtzentrum von Frankfurt (Oder). Es wurde 1898 bis 1903 als Verwaltungssitz des Regierungsbezirks Frankfurt (Oder) errichtet, war seit 1952 Sitz von Rat und Tag des Bezirks Frankfurt (Oder) und ist seit 1991 Hauptgebäude der Europa-Universität Viadrina.

## Lage und Umgebung

Lageplan 1891

Lageplan 1906

Als Bauplatz wurde das Grundstück der alten Regierungsgebäude an der Regierungsstraße gewählt. Er wurde durch den Zukauf des südlich anliegenden, bis zu Logenstraße reichenden Humboldtplatzes erweitert.
Nördlich des Gebäudes erweitert sich die Regierungsstraße platzartig bis an die Marienkirche heran. Nach Süden öffnet sich das Regierungspräsidium mit einem Ehrenhof zu Logenstraße. Im Westen wird das Grundstück von der Großen Scharrnstraße begrenzt. Das Gebäude folgt den Straßenfluchten mit einer leichten Schwenkung südlich des Mittelbaus nach Westen. Dadurch wurde die Sichtbarkeit von der Großen Scharrnstraße her verbessert. Im Osten wird das Grundstück von der Priestergasse abgeschlossen. Die West-Ost-Mittelachse folgt dem ehemaligen Verlauf der Gubener Mauerstraße.
Im Norden des Regierungsgebäudes steht die Marienkirche. Im Osten folgt hinter der Priestergasse der Universitätsplatz mit Auditorium Maximum und Studentenwohnhochhaus der Europa-Universität Viadrina auf dem ehemaligen Gelände der Kaserne des Leib-Grenadier-Regiments Nr. 8. Im Süden stehen an der Logenstraße ein Bürogebäude und das ehemalige Amtsgericht dem Regierungspräsidium gegenüber. Im Westen trennt die Großen Scharrnstraße das Gebäude vom Einkaufszentrum Oderturm.

## Architektur

### Äußere Gestalt
Die Außenfassade des Regierungspräsidiums ist in Anlehnung an mehrere zur Bauzeit noch vorhandene Frankfurter Gebäude in schlichtem, neobarockem Stil gehalten. Das waagerecht kräftig gequaderte Erdgeschoss ist durch ein wenig hervortretendes Gurtgesims abgeschlossen. Die oberen beiden Geschosse sind zusammengefasst und haben in den Rücklagen nur 0,5 cm im Putz hervortretende Wandstreifen. Dort sind Eckbauten und Hauptmittelbau durch Sandsteinpilaster oder Dreiviertelsäulen senkrecht gegliedert. Die Fenster des 1. Obergeschosses sind mit kräftigen Fensterverdachungen versehen. Diese Fensterverdachungen zeigen bei den Eckbauten reichere, doppelt geschwungene, in der Mitte zu doppelten Voluten aufgerollte Linien mit kräftigem plastischem Schmuck. Der auffällige Hauptmittelbau lässt den Hauptsitzungssaal klar erkennen. Den oberen Abschluss bildet ein steiler Giebel mit Wappen- und Trophäenschmuck.
Nicht mehr vorhanden sind:
- zwei Attikavoluten; sie zeigten zwei sinnbildliche Plastiken; links die Gesetzgebung und rechts den Handel.
- das hoch über die übrigen Dächer hinausgehobene Mansardzeltdach des Mittelbaus; es wurde von einem kupfernen laternenartigen Aufbau gekrönt. Über dessen Kugelknauf erhob sich ein in Kupfer getriebener Adler, der eine Schlange in den Fängen hielt.
- leichte Firstgitter, die die kleinen Plattformen auf den Eckbauten zierten.

Licht- und Luftverhältnisse sind durch das freistehende Gebäude mit Binnen-, Licht- und Ehrenhof sehr gut.
Das Sockelgeschoss ist mit gelblichem Herrenleither Sandstein verblendet. Gurtgesims, Fensterlaibungen und die Architekturteile der Erdgeschossfenster sind aus dem gleichen Material. Das Erdgeschoss war mit Terranova-Putz in gleicher Farbgebung des Sockelgeschosses versehen. Die Fenster des ersten Stockwerks, die Lisenen und Pilastergliederungen der Risalite, die Attika und die Dachaufbauten bestehen aus weißlichem Alt-Warthauer Sandstein. Die wenig hervortretenden Fensterumrahmungen des zweiten Stockwerks und das Hauptgesims wurden aus dem günstigeren Cottaer Sandstein gefertigt. Für die Gestaltungselemente am Hauptmittelbau in der Großen Scharrnstraße wurde Wünschelburger und Friedersdorfer Sandstein verwendet. Die glatten Flächen der oberen Geschosse waren mit Förderstedter Zementkalk verputzt, der durch Hinzufügung von 1/80 Umbra eine leicht gelbrötliche Färbung erhielt. Der Lichthof wurde mit Sommerfelder Verblendsteinen und rot und grün glasierten Steinen verblendet.
Der Lichthof in der Mitte wird von zwei die Ost und Westflügel verbindende gleichlaufende Gebäudeflügeln umschlossen.

### Ursprüngliche innere Aufteilung

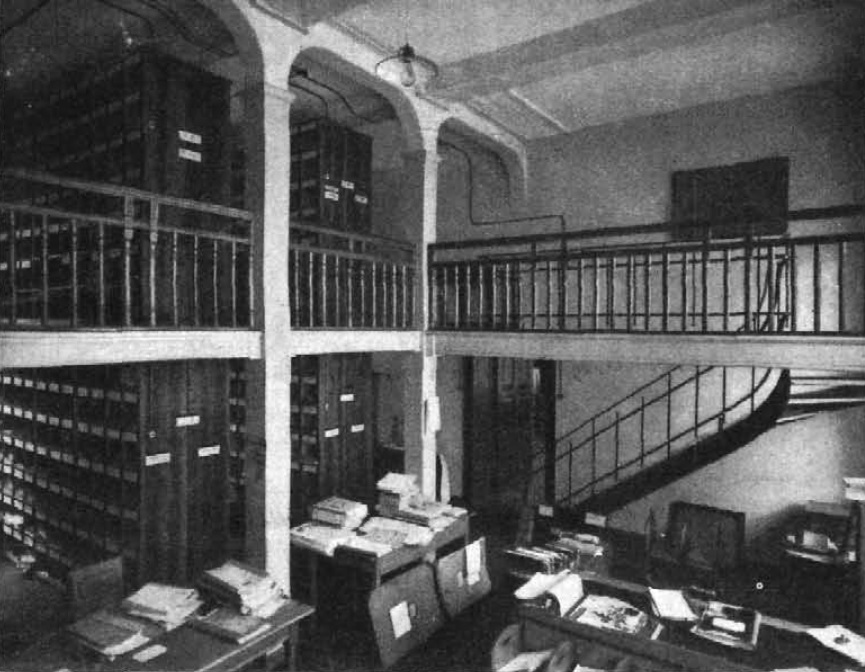
Aktenraum mit den Arbeitsplätzen für Registratoren 1906

Der nördliche der beiden Flügel wurde Registraturflügel genannt und war für die Unterbringung der Akten und Registratoren bestimmt. Ein bis 100 kg belastbarer Aktenaufzug führte vom Sockel- bis zum Dachgeschoss.
Im 3,20 m hohen Sockelgeschoss befanden sich sechs Dienstwohnungen für Heizer, Boten, Kutscher und Pförtner sowie eine Umdruckanstalt. Dort waren zudem ein Pferdestall mit Geschirrkammer und Wagenremise für den Regierungspräsidenten sowie Heizungsräume untergebracht.
Im 4,50 m hohen Erdgeschoss lagen die Geschäftsräume, die den meisten Publikumsverkehr hatten. Das waren die Regierungshauptkasse mit den Buchhaltereien, die alle in einem Saal im südlichen Verbindungsflügel untergebracht waren. Ferner waren die Räume für die Steuer- und Katasterverwaltung sowie die Steuer-Veranlagungskommission angeordnet.
Im 5 m hohen Hauptgeschoss befanden sich die Präsidialabteilung, der Bezirksausschuss, die Festräume, die Dienstwohnung des Regierungspräsidenten, das Arbeitszimmer des Regierungspräsidenten und der Hauptsitzungssaal, der auch für größere Feste genutzt wurde. Der Hauptsitzungssaal reichte durch beide oberen Geschosse. Das zweite Geschoss enthielt die Räume für die II. und III. Abteilung sowie im östlichen Kopfbau an der Logenstraße die Dienstwohnung des Präsidialsekretärs.
Im Dachgeschoss war das Archiv eingerichtet, das durch Rabitzwände und -decke gegen den Dachbodenraum abgeschlossen war.
Die Dienstwohnung des Regierungspräsidenten reichte durch alle vier Geschosse: Das Erdgeschoss enthielt Küche, Nebenräume und eine Kastellanwohnung, der zweite Stock Schlafräume und der Keller Wirtschaftsräume.

### Ursprüngliche innere Gestalt

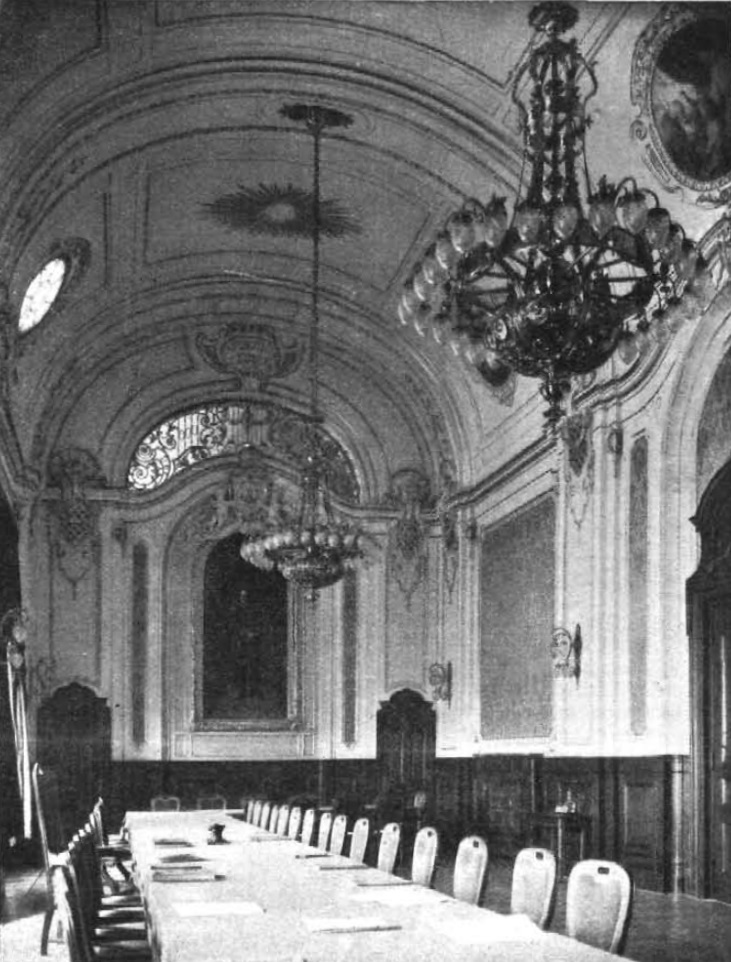
Hauptsitzungssaal 1906

Der Hauptsitzungssaal hatte eine langgestreckte, galerieartige Grundrissform und war mit einem Monier-Tonnengewölbe überdeckt. Neben den Hauptfenstern gab es elliptische, in das Gewölbe eingeschnittene Oberlichter. Die Wände wurden mit einem 1,50 m hohen dunkelbraunem Holzpaneel verkleidet. Die Wände wurden hellgelb gestrichen und wiesen echte Vergoldungen auf. Wände und Decken wurden mit Gipsstuck versehen. An der nördlichen Schmalwand hing ein von Kaiser Wilhelm II. verliehenes Porträt von ihm, das von Ludwig Noster gemalt worden war. Darüber befand sich eine mit einem reich vergoldetem Gitter versehene Öffnung zu einem Schrankraum, der bei Festen als Musikerloge genutzt wurde.

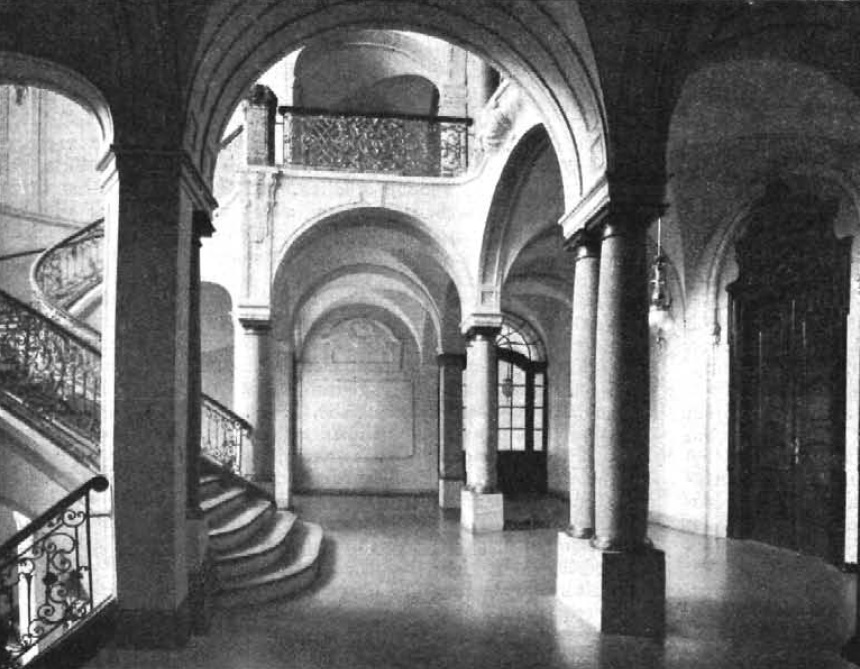
Haupttreppenhaus 1906

Das Haupttreppenhaus wurde nicht nach dem ursprünglichen Entwurf, sondern freier und mit mehr Verzierungen gearbeitet. Die geschwungene Treppe wendelte sich in einem mittleren und zwei seitlichen Läufen um die elliptische Öffnung. Sämtliche Gewölbe der Treppenläufe wurden aus freier Hand gemauert. Die Setzstufe wurde mit sardinischem Granit bekleidet. Der Auftritt wurde mit 4,3 mm starkem Granitlinoleum in kräftigem blauem Farbton belegt. Die Vorderkante des Linoleums schützte eine 45 mm hohe Durana-Vorstoßschiene der Firma Mannstaedt, Troisdorf. Treppenwangen und die Sockelleisten auf der Wandseite der Stufen wurden mit Nassauer Marmor bekleidet.
Erdgeschoss und zweites Stockwerk des Registraturflügels wurden durch Einfügung einer einfachen Zwischendecke aus Lagerhölzern und Fußbodenbelag in zwei Halbgeschosse von 2,45 m und 2,50 m unterteilt. Dadurch wurde die Verwendung von Leitern zum Aktensuchen vermieden. Die hölzernen Aktenschränke wurden auf entsprechend starken Trägern der Koenenschen Voutendecke gestellt und bildeten zugleich die Unterstützung für die Lagerhölzer der oberen Halbgeschosse. Es wurden je zwei Treppen an den Stirnseiten der Registraturräume angeordnet. Die eisernen Mittelstützen für die Decken wurden anschließend an die Aktengerüste mit Holz ummantelt. Die Kartenschränke stellten eine Neuerung dar. Statt die Karten in schweren Mappen in 2,50 m hohen Regalen zu lagern, wurden staubdichte Schubkästen mit einer Maximalhöhe von 66 cm konstruiert. So konnten in einem Kartenschrank von 1,70 m Höhe mit bis zu 22 Fächern rund 400 Karten untergebracht werden. Die 20 Schränke wurden von der Firma Hyan aus Berlin zu einem Preis von 280 Mark pro Stück geliefert.
Die Decken der Büroräume wurden alle als Koenensche Voutendecken ausgeführt. Darüber lagen eine Sandschicht von 20 mm, 30 mm Gips-Estrich und ein Linoleum-Belag. Die Decken der besser ausgestatteten Räume (zum Beispiel der Präsidentenwohnung) erhielten Förstersche Massivdecken, unter denen Rabitzdecken gespannt wurden. Die Flure wurden mit Tonnengewölben mit Stichkappen versehen.
Die Türen erhielten nur nach der Zimmerseite eine Bekleidung, die Laibungen wurden mit Zement verputzt und hatten auf der Flurseite in Zement gezogene Laibungen.
Für die Nebentreppen wurde Kunstsandstein mit Linoleumbelag und Messingvorstoßschienen verwendet. Die Treppe an der Regierungsstraße wurde freitragend aus Kunstsandstein mit Linoleumbelag hergestellt. Die Granittreppe in der Präsidentenwohnung wurde ebenfalls mit Linoleum belegt, um wohnlicher zu wirken.
Die Fahrstraße im großen Hof erhielt einen Belag von zwei Schichten mit je 2 cm Gussasphalt.

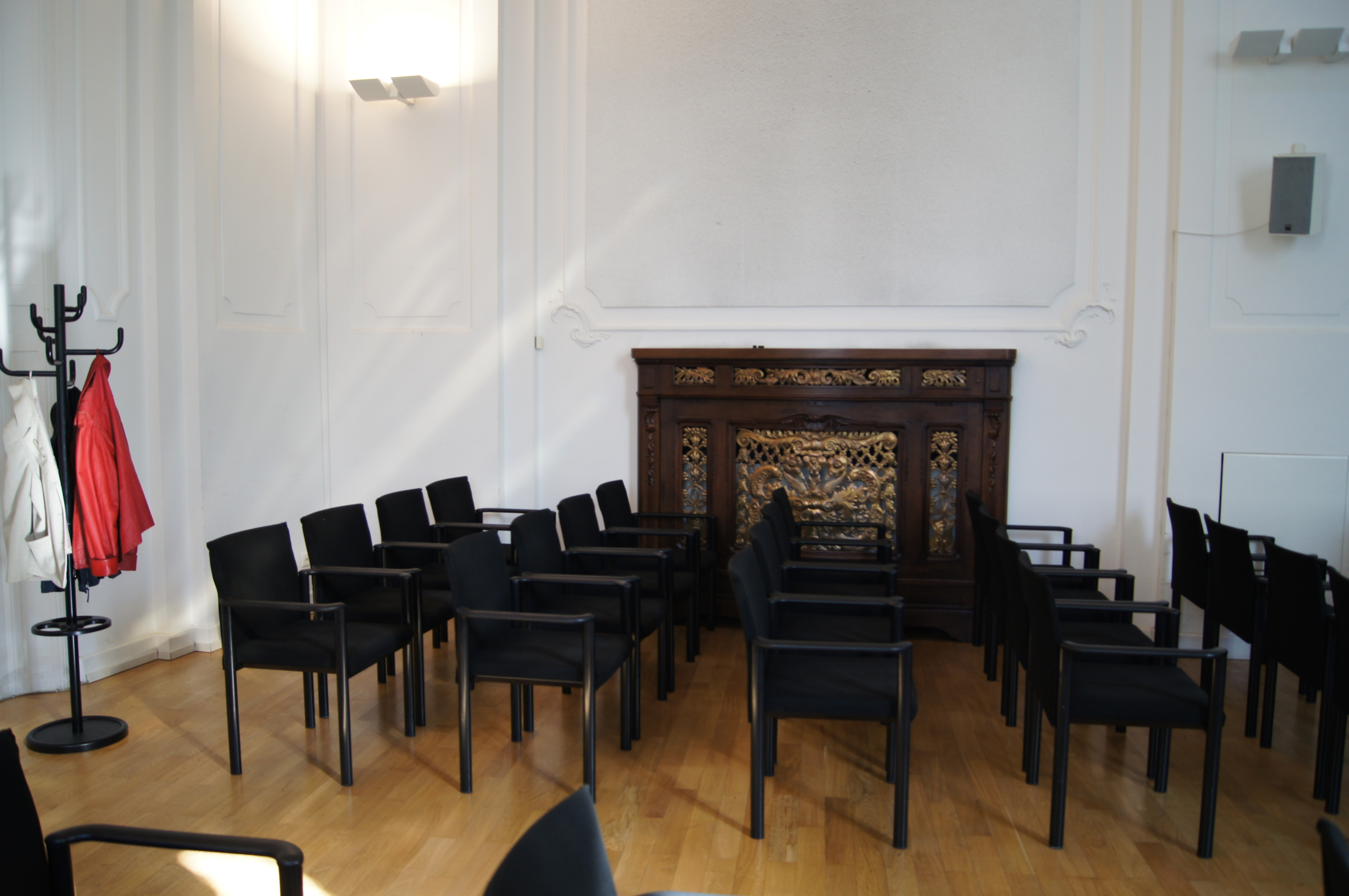
Verkleidete Heizungsradiatoren im Hauptsitzungssaal 2015

Die Heizkörper waren unverkleidete Radiatoren. In den besseren Räumen wurden die Radiatoren mit Holz verkleidet. Die Radiatoren im Hauptsitzungssaal erhielten eine Verkleidung aus getriebenen Bronzegittern.
Der Hauptsitzungssaal, der Registraturflügel und das Archiv wurden elektrisch beleuchtet. Alle Flure und die zu Zeichenarbeiten dienenden Büros erhielten eine Gasbeleuchtung.

## Geschichte des Gebäudes

### Entstehungsgeschichte
Nach Gründung der Universität zu Berlin 1809 wurde die Brandenburgische Universität Frankfurt 1811 nach Breslau verlegt. Um die Stadt für den Verlust zu entschädigen, wurde auf Ersuchen des Frankfurter Magistrats durch Königliche Kabinettsorder vom 28. Dezember 1814 die Verlegung des Neumärkischen Oberlandesgerichtes von Soldin, sowie der Neumärkischen Regierung von ihrem Sitz in Königsberg in der Neumark nach Frankfurt (Oder) angeordnet. Mit der Reform der Preußischen Verwaltung wurden 1815 Regierungspräsidien als Mittelbehörden der neu gebildeten Provinzen eingeführt. Mit Bildung des Regierungsbezirks Frankfurt 1815 wurde mehr Büroräume notwendig. Die Stadt stellte der neuen Behörde die 1739 nach Plänen von Oberbaudirektor Stolze für 10.400 Taler errichtete Stadtschule, das daneben stehende Kalandshaus und den dahinter liegenden Stadt- oder Ratshof zur Verfügung. Schule und Kalandshaus lagen an der Grapen- oder Graupengießergasse, die nach Ansiedlung des Regierungspräsidiums nach 1815 den Namen Regierungsstraße erhielt. Die Steuer- und die Forstverwaltung hatten ihre Diensträume im damals dem Steuerfiskus gehörenden Junkerhaus. Wegen der weit auseinander liegenden Gebäude und des Platzmangels in den Büros in der Dienstwohnung des Regierungspräsidenten wurde ab 1868 ein Neubau erwogen. Als Bauplatz wurde der Standort der alten Regierungsgebäude in der Regierungsstraße und ein angrenzendes Grundstück bestimmt. Das erforderte einen komplizierten Grundstückstausch und -ausgleich zwischen der Stadt, der Regierung, dem Militärfiskus und einem privaten Eigentümer. Auch sollte die Scharrnstraße bis zur Logenstraße weitergeführt werden. 1887–1889 verhandelte die Frankfurter Regierung mit dem preußischen Ministerium für öffentliche Arbeiten über einen Neubau in der Regierungsstraße. Der Staat tauschte das Schulhaus sowie den dahinter liegenden Stadt- oder Ratshof gegen das große Kollegienhaus, die ehemaligen Klostergebäude bei der Unterkirche und eine Entschädigung von 10.000 Talern ein. 1892 konnte das bis zur Logenstraße reichende Grundstück des damaligen Humboldtplatzes erworben werden, auf dem noch das alte Exerzierhaus (Reithalle) stand. 1893 waren die Grundstückskäufe abgeschlossen, die Bauplanung und die Genehmigung der erforderlichen Bauetats zogen sich bis 1897. Die Große Scharrnstraße wurde auf Kosten der Regierung bis zur Logenstraße verlängert. Der ehemalige Humboldtplatz wurde in einen Garten für die Dienstwohnung des Regierungspräsidenten umgewandelt.
Der Geheime Baurat Georg Heinrich Klutmann fertigte im Auftrag des Regierungsbauamtes 1896 den Vorentwurf. Dieser wurde im Ministerium der öffentlichen Arbeiten überarbeitet. Entwurf und Kostenanschlag lagen bei Klutmanns Amtsnachfolger Landbauinspektor Traugott von Saltzwedel. Dieser leitete die Bauausführung bis zum 30. April 1902, um dann den Bau des Potsdamer Regierungsgebäudes zu übernehmen. Die weitere Bauleitung lag bis zum Schluss der Abrechnungsarbeiten bei Landbauinspektor Hoschke.
Der Neubau wurde in zwei Abschnitten ausgeführt, da die Vorgängerbauten noch während des Neubaus in Benutzung blieben. 1897 begannen die Arbeiten am Humboldtplatz. Der erste Spatenstich erfolgte im Februar 1898. Der erste Bauteil konnte im Oktober 1900 bezogen werden. Im Dezember 1900 begann der zweite Bauabschnitt mit dem Abbruch der alten Regierungsgebäude. Im April 1901 wurde mit der Gründung für den zweiten Bauteil begonnen, der im Oktober 1903 fertiggestellt war. Am 6. Dezember 1903 wurden die Arbeiten mit einer Feier beendet. Der Innenausbau zog sich bis März 1907.
Sämtliche Maurerarbeiten wurden von Karl Pinx, Berlin ausgeführt. Die Warmwasserheizung lieferte David Grove, Berlin. Die Steinmetzarbeiten stammen von Carl Schilling, Berlin und Carl Friedrich Förster, Riesa. Die Modelle für die Giebelfelder, die figürlichen Gruppen und die Hauptarchitekturteile stammten von Stephan Walter, Berlin. Das Modell für den Adler kam von Otto Richter, Berlin. Die Hauptstuckarbeiten einschließlich der Modelle führten Boswau & Knauer, Berlin sowie Stracke, Menter & Wollstädter, Berlin aus. Die Malereien im Sitzungssaal einschließlich der drei Deckengemälde stammten von Hans Seliger, Berlin. Die Haupttischlerarbeiten fertigte Joseph Kiefer, Spremberg. Den an der Logenstraße liegenden Präsidentengarten gestaltete der Landschaftsgärtner Wilhelm Vogler.
Die Ausführungskosten lagen bei 1.457.723,23 Mark zuzüglich 50.524,62 Mark für die Gründung, 56.223,45 Mark für die Nebenanlagen, 94.284,66 Mark für die Inneneinrichtung und 131.500 Mark für die Warmwasserheizung.

### Nutzungsgeschichte
Ab der Fertigstellung des ersten Bauteils 1900 und des zweiten Bauteils 1903 war das Gebäude Verwaltungssitz des Regierungsbezirks Frankfurt (Oder). Zwischen 1935 und 1945 hatte zudem die Geheime Staatspolizei Dienststellen im zweiten Stock des Gebäudes.
Der Regierungsbezirk wurde nach Ende des Zweiten Weltkriegs 1945 und mit der Bildung der Länder in der DDR aufgelöst. Das Gebäude hatte als eines der wenigen im Frankfurter Stadtzentrum nach dem Ende des Zweiten Weltkriegs nur leichte Schäden erlitten. Im Juli 1952 wurden die Länder aufgelöst und durch Bezirke der DDR ersetzt. Bezirkstag und Rat des Bezirkes des neu gebildeten Bezirks Frankfurt (Oder) bezogen das Regierungsgebäude.
Ab August 1990 wurden die Bezirkstage und Räte der Bezirke in Vorbereitung der deutschen Wiedervereinigung fließend aufgelöst beziehungsweise in die neuen Landesbehörden integriert. Mit seiner Gründung am 1. Juli 1990 wurde das Finanzamt Frankfurt (Oder) zunächst im Regierungsgebäude im Zentrum der Stadt untergebracht. Später wurde der Entschluss gefasst, dieses Gebäude der Europa-Universität Viadrina zur Verfügung zu stellen. Als neuer Standort für das Finanzamt wurde die 1934/1935 errichtete Eichhornkaserne an der Müllroser Chaussee festgelegt. Die Kaserne wurde bis zu deren Abzug 1994 von der Gruppe der Sowjetischen Streitkräfte in Deutschland genutzt. Nach deren Rekonstruktion bezog das Finanzamt Frankfurt (Oder) 1994 diese Gebäude.
Nach einer komplexen Rekonstruktion des Regierungsgebäudes erfolgte am 26. Januar 1998 die Schlüsselübergabe als Hauptgebäude und Bibliothek der Europa-Universität Viadrina.